# Лондонский метрополитенский район

Зона маятниковой миграции Лондона

Лондонский метрополитенский район (англ. London metropolitan area) — метрополитенский ареал в южной Англии, включающий агломерацию «Большой Лондон» (не следует путать с графством Большой Лондон). Площадь — 11,4 тыс. км², население, при разных критериях границ,  определяют в диапазоне от 12,4 до 17 млн человек.
Представляет собой Лондонскую агломерацию в широком смысле слова, в противовес Лондонской агломерации в узком смысле слова, называемой «Большой Лондон». Включает Лондон и весь метрополитенский пояс пригородов, расположенных в графствах, окружающих Лондон: Беркшир, Бакингемшир, Бедфордшир, Хартфордшир, Эссекс, Кент, Восточный Сассекс, Суррей и Хэмпшир. В пределах метрополитенского района располагается зелёный пояс Лондона площадью 5,5 тыс. км². Метрополитенский район входит в Юго-Восточный экономико-планировочный район Англии, включающий Лондон и его окрестности в радиусе 30 км, с населением 21 млн человек. 
Термин Greater London Metropolitan Region официально применяется по отношению к региону Большой Лондон.